# Passiflora schlimiana
Passiflora schlimiana är en passionsblomsväxtart som beskrevs av Eduard August von Regel. Passiflora schlimiana ingår i släktet passionsblommor, och familjen passionsblomsväxter. Inga underarter finns listade i Catalogue of Life.